# Západní brána (tramvajová zastávka)
Západní brána je podzemní tramvajová zastávka v Brně, v městské části Brno-Starý Lískovec. Je součástí tunelového úseku tratě Osová – Nemocnice Bohunice, která byla zprovozněna 11. prosince 2022. Obsluhována je linkou č. 8 vedenou do zastávky Nemocnice Bohunice.
Zastávka Západní brána (pracovním názvem Nová Jihlavská) je umístěna ve stejnojmenné nezastavěné lokalitě mezi ulicemi Jihlavskou a U Penzionu, kde město předpokládá bytovou výstavbu. Zastávka je hloubená, na povrchu krytá ocelovým příhradovým přístřeškem se skleněným zastřešením. Ostrovní nástupiště délky 65 m se nachází v hloubce 7,6 m a je z povrchu přístupné schodištěm a eskalátory.